# Schloss Bertoldsheim

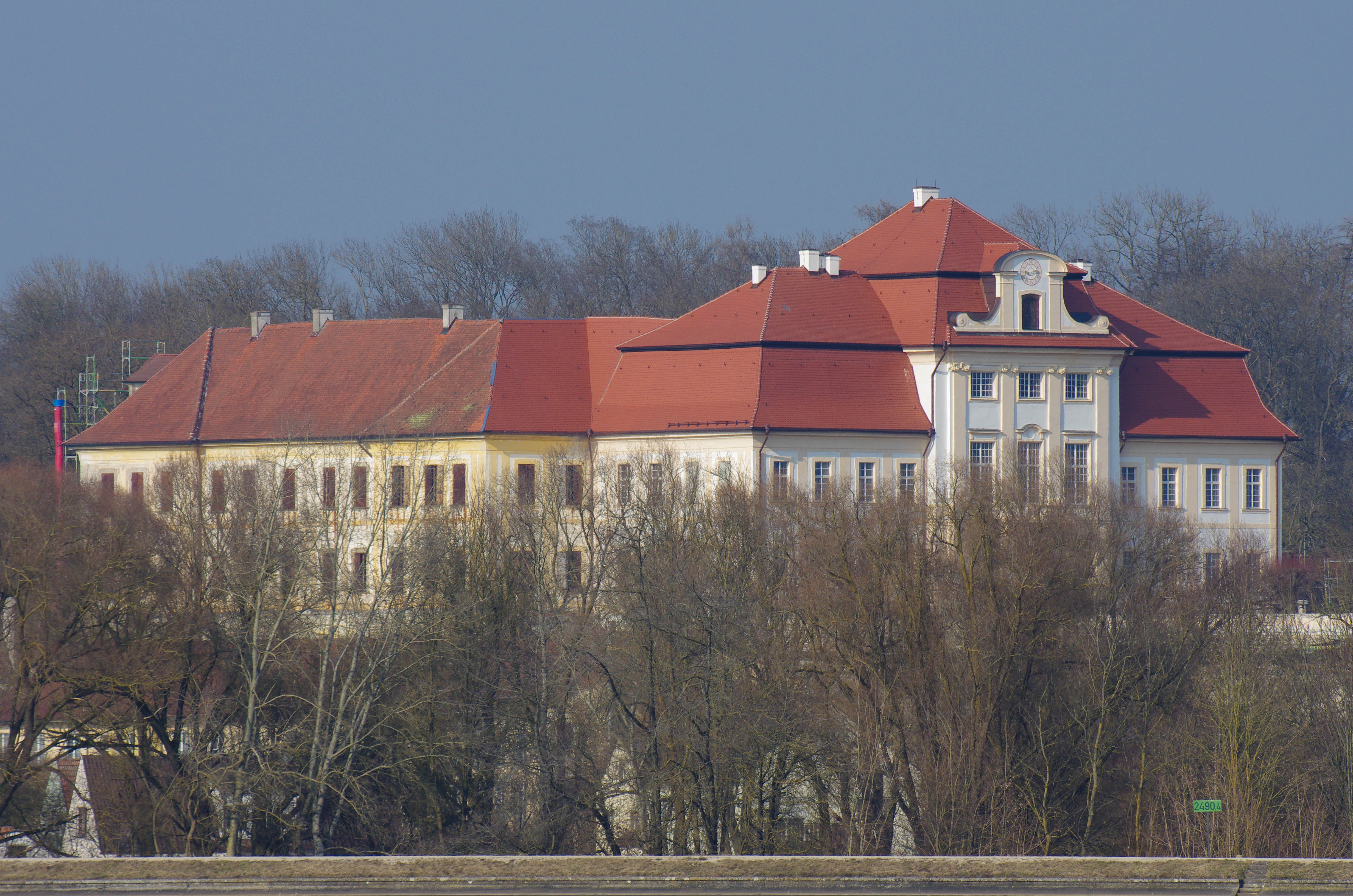
Schloss Bertoldsheim

Das Schloss Bertoldsheim ist eine barocke zweigeschossige Dreiflügelanlage mit dreigeschossigem Walmdach. Es steht am Rande eines felsigen, vorspringenden Hügels, einem südlichen Ausläufer des schwäbisch-fränkischen Jura, im Ortsteil Bertoldsheim des Marktes Rennertshofen im Landkreis Neuburg-Schrobenhausen. Die Anlage ist unter der Aktennummer D-1-85-153-46 als denkmalgeschütztes Baudenkmal von Bertoldsheim verzeichnet. Ebenso wird sie als Bodendenkmal unter der Aktennummer D-1-7232-0259 im Bayernatlas als „spätmittelalterlich-frühneuzeitlicher Burgstall, frühneuzeitliches Schloss Bertoldsheim“ geführt. 

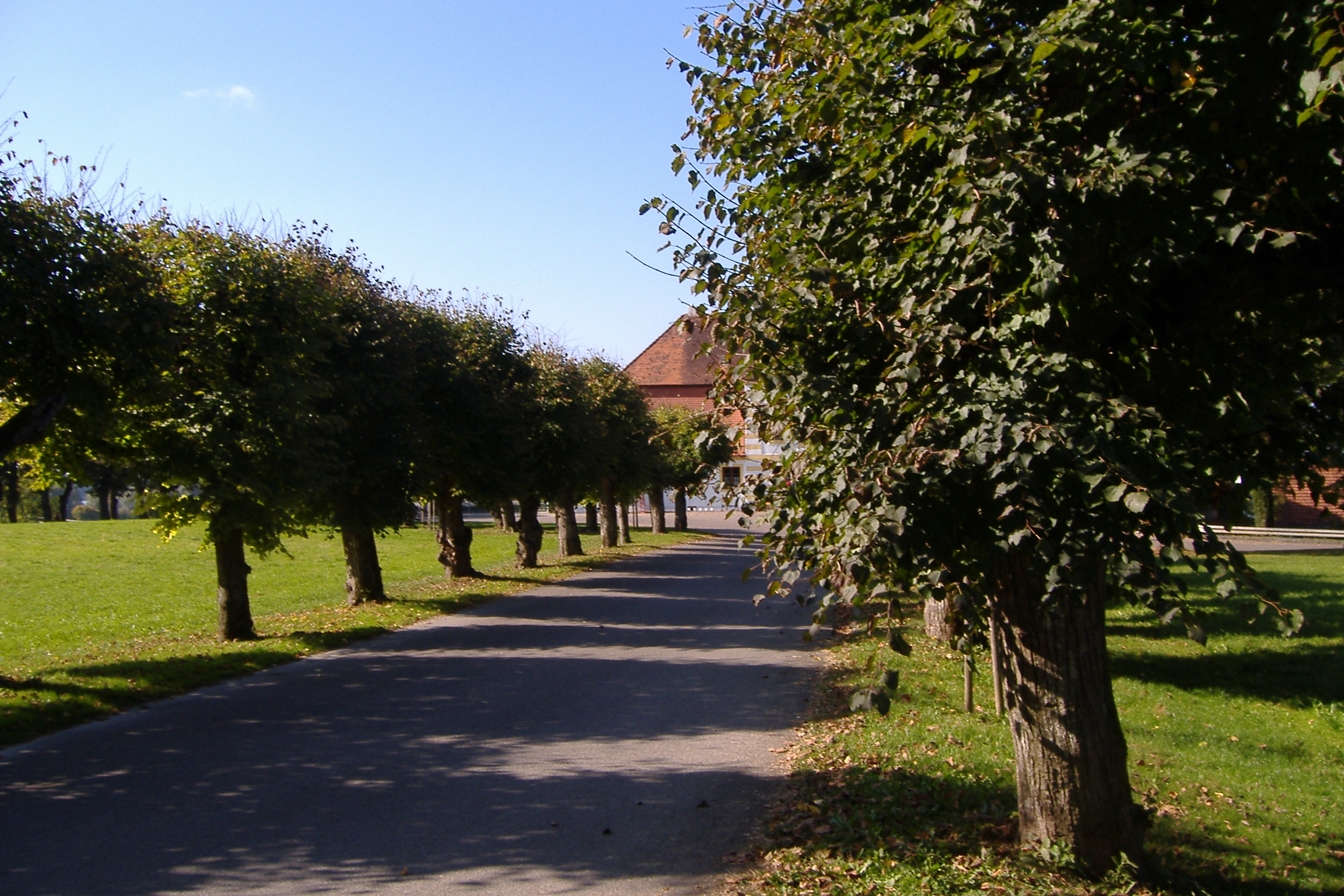
Lindenallee im Schlosspark

## Geschichte
Wo heute das Schloss steht, stand bis zum Ende des 16. Jahrhunderts ein dicker, viereckiger Kropfquaderturm, an dem dann eine Burg angebaut wurde. Besitzer waren die Grafen von Graisbach.

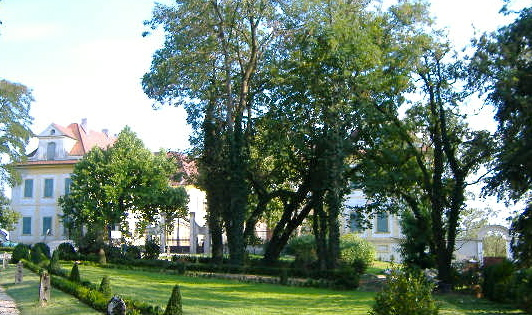
Schloss und Park von Norden gesehen

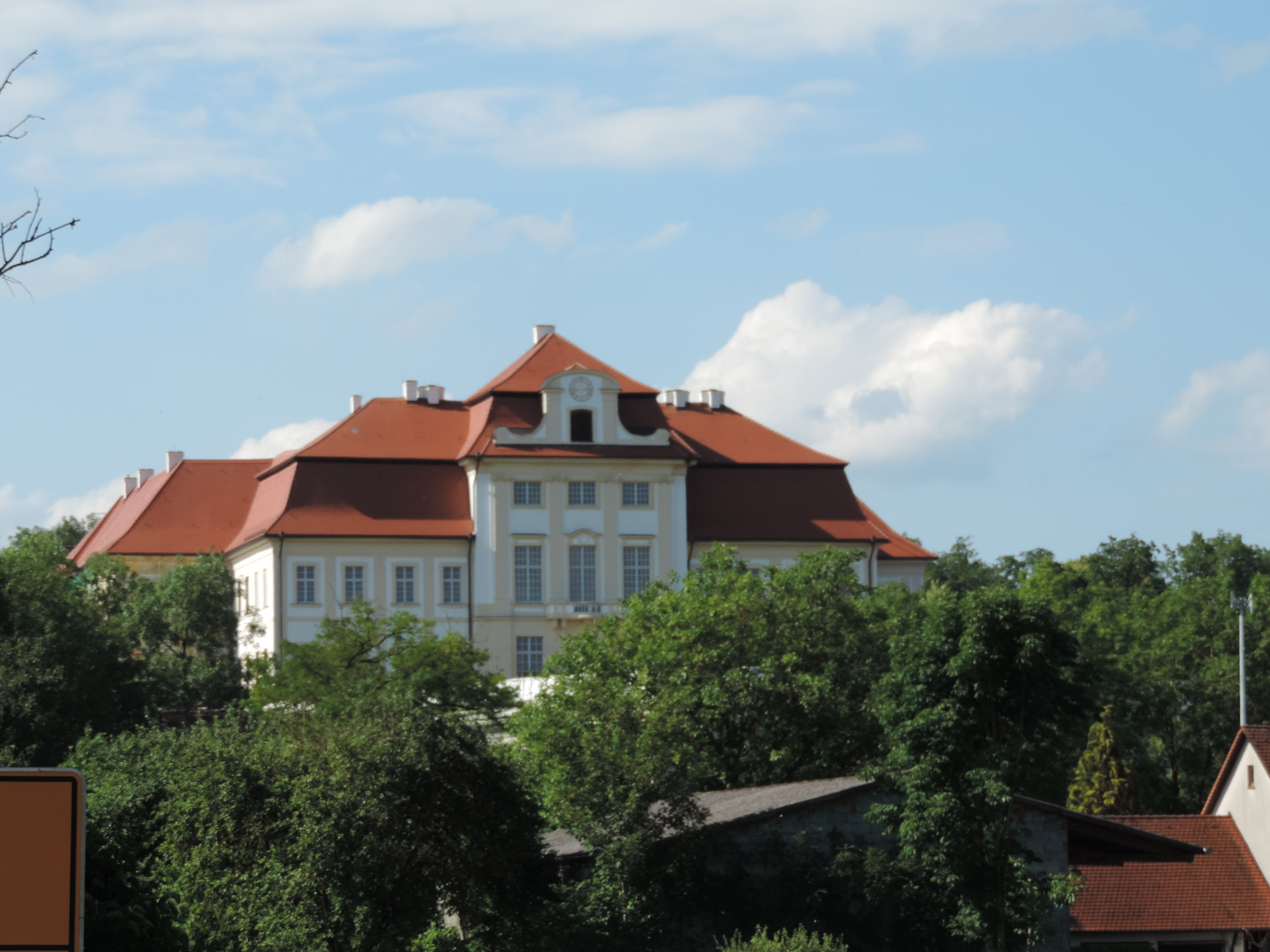
Schauseite des Schlosses

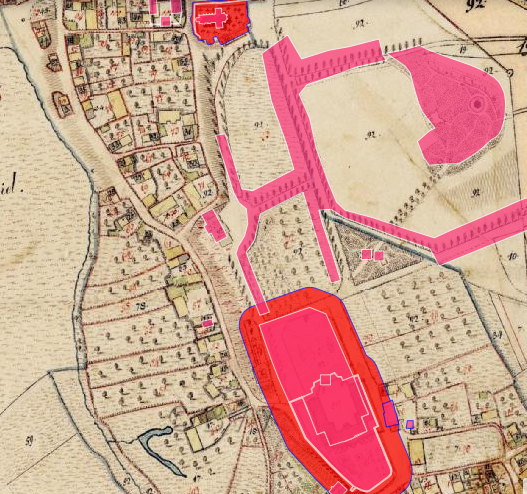
Lageplan von Schloss Bertoldsheim auf dem Urkataster von Bayern

Nach mehreren Herrschaftswechseln kaufte in den ersten Jahren des 18. Jahrhunderts Freiherr Franz Fortunat von Ysselbach, der unter anderem kurpfälzischer General, Gouverneur von Mannheim und kaiserlicher Generalfeldzeugmeister war, Bertoldsheim. Er ließ dort in den Jahren 1714 bis 1730 ein repräsentatives Barockschloss mit 25 Tagewerk Parklandschaft errichten. Als Bauleiter beauftragte er den Schweizer Fürstbischöflich Eichstätter Hofbaudirektor Gabriel de Gabrieli.
1790 ging das Mann- und Ritterlehen an die Freiherrn von Hornstein über. Freiherr Adam Bernhard von Hornstein-Göffingen ließ einige Innenräume verschönern, gestaltete den Park neu und ließ eine Lindenallee anlegen, die heute noch teilweise vorhanden ist, bzw. neu aufgeforstet wurde. 1800 kaufte der Hoffaktor des bayerischen Königs, Graf von Eckart († 1828), die Hofmark Bertoldsheim, die schließlich an seinen französischen Schwiegersohn General Graf Charles Dumoulin-Eckart (1768–1847) (Karl Du Moulin; Adelsgeschlecht Du Moulin-Eckart) überging. 1856 kam das gesamte Areal in den Besitz von dessen Sohn Graf Karl Eduard Marcell Du Moulin-Eckart (1808–1891), der Großvater von Richard Du Moulin-Eckart und Schwiegersohn von Maximilian Seyssel d’Aix.
1945/46 hatten amerikanische Soldaten Kunstschätze verschleppt.
Die Familie von Karl Leon Du Moulin-Eckart war bis 2008 Schlosseigentümer. Eva Gräfin Du Moulin-Eckart (geb. Kusche) veräußerte als Eigentümerin des Schlosses im Jahr 2005 bewegliche Kunstschätze wie zum Beispiel Barockkommoden, Ölgemälde, Bücher, Büsten, Stiche, Schreibtischsekretäre über das Aktionshaus Sotheby’s.
Ein Arzt- und Kunstsammlerehepaar hat das Barockbauwerk mit seinem ihn umgebenden Park und Nebengebäuden 2008 erworben und möchte dort sein völkerkundliches Privatmuseum unterbringen. Zurzeit werden die Außenanlagen renoviert.